# Respiratoire insufficiëntie
De term respiratoire insufficiëntie wordt in de geneeskunde gebruikt om een onvoldoende gaswisseling in de longen mee aan te duiden.
Door te ademen komt er lucht met onder andere zuurstof in de longen en lucht met onder andere koolstofdioxide uit de longen. Het hart pompt bloed door de longen. In de longen moet het bloed zuurstof opnemen en koolstofdioxide afgeven. Als het proces van afgeven en opnemen van koolstofdioxide en zuurstof niet goed verloopt is er sprake van respiratoire insufficiëntie.
Er bestaan twee typen respiratoire insufficiëntie:
- Type 1 (I) respiratoire insufficiëntie: hierbij is de zuurstofspanning (PaO2) in het bloed te laag (paO2 <8) en de koolstofdioxidespanning (PaCO2) normaal of te laag. Mogelijke oorzaken zijn een pneumonie, atelectase, aspiratie, pneumothorax, cardiaal longoedeem, ARDS
- Type 2 (II) respiratoire insufficiëntie: hierbij is de zuurstofspanning (PaO2) in het bloed te laag en de koolstofdioxidespanning (PaCO2) te hoog. De oorzaak is spierpompfalen bij een verminderde ademdrive, de oorzaak hiervan kan zijn: een intoxicatie, aandoeningen van het centraal zenuwstelsel etc.